# راس بیس
راس بیس (به انگلیسی: Ross Bass) سناتور سابق عضو حزب ملی جمهوری‌خواه بود. وی در سال ۱۹۶۴ تا ۱۹۶۷ میلادی سناتور ایالت تنسی در سنای ایالات متحده آمریکا بود.